# 100266 Sadamisaki
100266 Sadamisaki este un asteroid din centura principală de asteroizi.

## Descriere
100266 Sadamisaki este un asteroid din centura principală de asteroizi. A fost descoperit pe 14 octombrie 1994 la Kuma Kogen de Akimasa Nakamura. Asteroidul prezintă o orbită caracterizată de o semiaxă mare de 2,66 ua, o excentricitate de 0,22 și o înclinație de 13,0° în raport cu ecliptica.